# Rogers Communications
A Rogers Communications Inc é uma das maiores conglomerados de mídia do Canadá, em particular, no domínio das comunicações sem fio e TV a cabo, com ativos adicionais de telecomunicações e mídia de massa, foi fundada em 1920 e tem sua sede em Toronto, Canadá. Ela está sediada no edifício Rogers em Toronto, Ontário. É responsável pela publicação da revista Marketing através da companhia Rogers Media propriedade sua.